# 凝集素

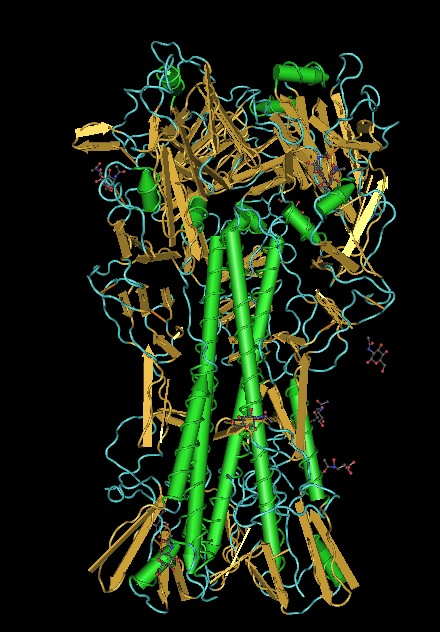
血球凝集素

凝集素（Lectins）是一種對醣蛋白上的醣類具有高度特異性的结合蛋白。在實驗室中，經常被用來分離、純化醣蛋白。

## 研究歷史
Lectin的名字的由來是來自於拉丁文中的legere，代表選擇的意思。儘管它們最初是在一百多年前於植物中發現，但是如今認為它們在自然界中普遍存在。一般普遍認為最早關於血球凝集素的敘述，來自於1888年彼得·赫曼·斯蒂尔马克在塔尔图大学（專制時期的俄國最老的大學之一）发表的博士論文。血球凝集素，也具有高度毒性，由斯蒂尔马克自蓖麻的種子純化出來而命名為蓖麻毒素。

## 自然界
大部分的凝集素基本上在作用時不具有酵素活性以及不造成免疫反應。凝集素在自然中到處存在，它們可以結合游離溶液中的醣類，或者特定蛋白質結構的某一部分上。它們凝集細胞并（或者）參與醣结合（glycoconjugate）作用。
雖然人們認為在植物中凝集素的功能是結合細胞表面上的醣蛋白，然而在動物中它的功能也包括結合可溶性的細胞外或細胞內醣蛋白。舉例來說，有一種凝集素被發現在哺乳類动物肝細胞的表面上，能夠專一性的識別乳糖殘基。人們相信這些細胞表面上的受体是負責將循環系統中的特定醣蛋白移除。另一個例子是甘露糖-6-磷酸接受器能夠識別含有此種殘基的水解酵素，隨後標定這些蛋白將其送至溶小體。它們提供許多不同的生物功能——從細胞附著的調控，到醣蛋白合成，以及血液中蛋白質的濃度。凝集素也能夠藉由識別僅在病原中發現或是無法進入宿主細胞的的醣類而在免疫系統中扮演重要的角色。
凝集素在植物中的真正功能還有待研究，而是否僅具細胞附著功能依然還有疑問。凝集素在種子中大量表現（通常自種子中純化），并且隨著植物生長而減少，这顯示其在植物發芽或種子自我生存中扮演了重要角色。
凝集素被視為免疫系統中的直接演化前身，而且它們至今依然在此扮演重要角色 - lectin complement activation pathway, Mannose binding lectin, S,P,E lectins, etc.
“高等”凝集素如自然殺手細胞接受器，對於簡單的醣類具有較低的專一性，而對於obscure的寡糖結構顯示高度親和性。
豆科植物中的凝集素已被廣泛的作為模式生物來瞭解蛋白質如何識別醣類的分子基礎，因為它們相對容易取得而且具有廣泛的醣類種類。許多凝集素的晶體結構也揭示了醣類與蛋白質之間的原子作用。
一個凝集素在生物學上強大的例子是生化戰劑蓖麻毒素。蓖麻毒素是一種由兩個功能結構域所組成而自從蓖麻中純化的蛋白質。其一是一個能夠結合細胞表面上的半乳糖殘基而能夠使蓖麻毒素進入細胞的凝集素，第二個功能結構域是一個能夠將核糖體RNA中的鹼基切除的N-glycosidase，该作用会抑制蛋白質的合成，并进而导致細胞死亡。

## 應用
純化的凝集素對於臨床应用非常重要，因為它能夠用來鑑定血型。有些存在人類紅血球上的醣脂質以及醣蛋白能夠經通过凝集素來鑑定。一種來自於二花扁豆（Dolichos biflorus）的凝集素，經鑑定後发现可识别A1血型。來自於荊豆的凝集素，經鑑定後发现可识别H血型抗原，而來自於蠶豆屬物種 Vicia graminea 的凝集素则可识别N血型抗原。

## 飲食健康
醫生Peter D'Adamo和Steven Gundry主張凝集素對人有害，然而兩人都未曾提供科學證據。D'Adamo宣稱凝集素會破壞人們的血型，從而影響健康，並鼓吹血型飲食法。Gundry則鼓吹「無凝集素的飲食」，排除粗糧、豆類、大多數水果、以及茄科植物（蕃茄、茄子、馬鈴薯、辣椒、甜椒等），然而他的書中所引用的研究並不支持他的宣稱。

## 分類
| ConA                     | 刀豆蛋白A                                       | 白刀豆                             | α-D-mannosyl and α-D-glucosyl residues branched α-mannosidic structures (high α-mannose type, or hybrid type and biantennary complex type N-Glycans) |
| LCH                      | Lentil lectin                                   | 小扁豆                             | Fucosylated core region of bi- and triantennary complex type N-Glycans                                                                               |
| GNA                      | Snowdrop lectin                                 | 雪花蓮                             | α 1-3 and α 1-6 linked high mannose structures |
| 半乳糖/N-乙酰结合凝集素  |                                                 |                                    | |
| RCA                      | 蓖麻毒蛋白, Ricinus communis Agglutinin, RCA120 | 蓖麻                               | Galβ1-4GalNAcβ1-R |
| PNA                      | Peanut agglutinin                               | 花生                               | Galβ1-3GalNAcα1-Ser/Thr (T-Antigen) |
| AIL                      | Jacalin                                         | 桂木屬物種 Artocarpus integrifolia | (Sia)Galβ1-3GalNAcα1-Ser/Thr (T-Antigen) |
| VVL                      | Hairy vetch lectin                              | 长柔毛野豌豆                       | GalNAcα-Ser/Thr (Tn-Antigen) |
| N-乙酰结合凝集素         |                                                 |                                    | |
| WGA                      | Wheat Germ Agglutinin, WGA                      | 小麥                               | GlcNAcβ1-4GlcNAcβ1-4GlcNAc, Neu5Ac (sialic acid) |
| N-乙酰神經氨酸結合凝集素 |                                                 |                                    | |
| SNA                      | Elderberry lectin                               | 西洋接骨木                         | Neu5Acα2-6Gal(NAc)-R |
| MAL                      | Maackia amurensis leukoagglutinin               | 朝鲜槐                             | Neu5Ac/Gcα2,3Galβ1,4Glc(NAc) |
| MAH                      | Maackia amurensis hemoagglutinin                | 朝鲜槐                             | Neu5Ac/Gcα2,3Galβ1,3(Neu5Acα2,6)GalNac |
| 岩藻糖结合凝集素         |                                                 |                                    | |
| UEA                      | Ulex europaeus agglutinin                       | 荆豆                               | Fucα1-2Gal-R |
| AAL                      | Aleuria aurantia lectin                         | 橙黃網孢盤菌                       | Fucα1-2Galβ1-4(Fucα1-3/4)Galβ1-4GlcNAc, R2-GlcNAcβ1-4(Fucα1-6)GlcNAc-R1                                                                              |

## 外部連結
- World of Lectin(英文)
- Biological effects of plant lectins...
- Proteopedia shows more than 800 three-dimensional molecular models of lectins, fragments of lectins and complexes with carbohydrates（页面存档备份，存于）
- EY Laboratories, Inc（页面存档备份，存于） World's largest lectin manufacturer.